# Blake Ferguson
Blake Whittfield Ferguson (21 aprile 1997) è un giocatore di football americano statunitense che milita nel ruolo di long snapper per i Miami Dolphins della National Football League (NFL).

## Carriera

### Miami Dolphins
Ferguson al college giocò a football a LSU dal 2015 al 2019, vincendo il campionato NCAA nell'ultima stagione. Fu scelto nel corso del sesto giro (185º assoluto) del Draft NFL 2020 dai Miami Dolphins. Debuttò come professionista nella gara del primo turno contro i New England Patriots. La sua stagione da rookie si chiuse disputando tutte le 16 partite con 2 tackle.

## Famiglia
È il fratello minore del long snapper dei Buffalo Bills Reid Ferguson.